# Latisternum romani
Latisternum romani là một loài bọ cánh cứng trong họ Cerambycidae.